# 保晋矿务公司
保晋矿务公司，全称“山西商办全省保晋矿务有限总公司”，是清末民初山西省的商办煤炭与钢铁行业的总公司。

## 历史
保晋矿务公司成立的背景是清末各省风起云涌的保矿保路运动。
1896年，刘鹗来到山西，同胡聘之商谈引进外资、修路开矿的事宜。刘鹗认为当前的紧要任务是筹集资金，开矿可以解决一部分人的生计问题，从而带动经济的发展。“一年360万，皆耗于中国也。工人所得之资，不能无用也，又将耗于衣食。食则仰给于庖人，衣则仰给于缝工。庖人不能自艺蔬谷也，又转仰给于农圃，如是辗转相资，山西由此分利者，不下0余万人矣。”铁路的修缮，可以改善山西封闭阻塞的局面，将大量的土特产和手工艺品销往各地，甚至是世界各地。由此则民风开放，人民实现富强也是指日可待的事情，而这一切的基础就是开矿。刘鹗的主张受到了山西巡抚胡聘之的赞赏，那么开矿的这一大笔资金从何而来？刘鹗建议可以由商人出面借款，但是商人无人承担此重任，在此情境下，刘鹗与方孝杰合组晋丰公司，他们通过山西商务局总办贾景仁的关系，积极运作当时的山西巡抚胡聘之批准矿权转让合同。向英国福公司借款白银1000万两。
1897年在伦敦注册成立了“福公司”(The Peking Syndicate Limited），由英国大资本、大贵族联合投资中国。英国驻上海总领事哲美森兼任总董。意商康门斗罗·恩其罗·罗沙第（Commendatore Luzzatti）以福公司代表身份来到中国，勾结《老残游记》作者刘鹗与山西大绅商方孝杰，组成了一个空壳公司“晋丰公司”，向福公司借银1000万两，共同开发山西的煤铁资源。“今所借资本1000万两， 大概用凡三项：一曰造铁路，二曰建矿产，三曰资转运。”1897年底山西矿务局总办贾景云与“福公司”于1897年9月30日签订了《请办晋省矿务合同》五条，10月25日又签订了《请办晋省矿务章程》二十条。两个条约得到了山西巡抚胡聘之批准，后又获总理衙门庆亲王许可。清政府得25%，山西矿务局得15%，晋丰公司得10%，福公司得50%。福公司同时获得权利修建道清铁路，以方便矿产品运输。当时山西绅商抨击山西巡抚胡聘之、买办刘鹗、劣绅方孝杰出卖路矿权。后经磋商，由山西省商务局与“福公司”重订《山西开矿制铁以及转运各色矿产章程》二十条，在全省不限地域具有开矿权，开采时间定为60年，实际上比1897年的两个章程丧失的利权更多。1898年福公司雇佣的美国采矿工程师威廉·希尔曼·肖克利（其独子威廉·布拉德福德·肖克利因发明晶体管获得诺贝尔物理学奖）在山西勘察煤铁矿三个半月，留下了大量照片与《中国山西省东南部的煤铁矿》(Notes on the Coal and Iron- Fields ofSoutheastern Shansi，China)。英国福公司于1900年经清政府批准订有合同，包采平定、孟县、潞安、泽州、平阳府各处矿产六十年，后来因为义和团运动爆发而未能进行开采。1905年7月正太铁路即将通车阳泉，为阳泉煤炭的开采和运输创造了有利条件；福公司在阳泉着手勘矿，并要求封闭已经开采的民间各矿。一时绅商群情愤激，力主废约收回自办。1906年，刘懋赏、冯济川等绅商发起争矿权运动。1907年春清政府农工商部奏请立案“自办矿务”。1907年8月山西按察使丁宝铨与山西省商务局总办刘笃敬奉旨到京会商福公司开矿事件。1908年1月20日山西省商务局总办刘笃敬与英商福公司总董梁恪思在外交部签订赎回开矿制铁转运正续各章程合同十九条，山西省当局赔偿英商白银275万两，于1908年1月先交一半，其余分三年交清，把盂县、平定州（含寿阳县和昔阳县）、潞安府（今长治市及所属各县区）、泽州（今晋城市及所属各县区）、平阳府（今临汾市及所属各县区）各地开矿、制铁、装运的商权从福公司手中赎回，开业自办。山西绅商筹集到的资金为官府垫支117万两用于偿还英福公司。
1907年12月正式创设保晋矿务公司，推举三品京官候补渠本翘为总理。1908年六月初三颁布公司关防，正式成立。总公司设在太原海子边，下设大同、平定、寿阳、晋城4家分公司，最初收购小土煤窑土法生产。后采用蒸汽动力工业生产。按赵国良拟定的公司章程章原定为库平银300万两，每股5两，计60万股；但从1907年至1914年，总共仅汇集到股本银192.88万两，填发股票息折计38.56万股，股东3.4万余户。至1910年共实收股银一百六十余万两。1910年，渠本翘调京任典礼院直学士（被称为“渠学士”），刘笃敬接任总理，推曾纪纲为协理。但时隔不久，曾即函请辞职；辞退外国矿师后新聘的赵奇英矿师又突然病故，给工作带来一定损失。1911年，煤炭产量达十三万三千余吨。公司所产无烟优质煤炭居全国之首，外销甚畅。
1912年9月18日—21日，孙中山来山西视察期间，来回两次途经平定（阳泉），看到当时阳泉境内铁路沿线大小煤窑星罗棋布，并在简子沟、铁炉沟（旧机厂）等处煤厂下车，亲自查看生产情况，说“此次到山西，见山西煤铁甲天下。方今钢铁世界，有铁有钢可以自制武器，即能争雄于世界。兄弟拟在山西设一大炼钢厂，造制最新武器，以供全国扩张武备之用，要求军界诸君赞成。”“以平定煤铸太行铁，将来可操全国实业界的牛耳。”“山西以素称闭塞的省份，且有开赋之煤铁资源，山西前途不可估量。”
1915年阳泉无烟煤参加巴拿马万国博览会。
1916年，第二任总理刘笃敬辞职，公推崔廷献继任，曾纪纲为总协理，王骧为总稽核。总协理不能常住矿上，委托总稽核王骧主持。1916年8月总公司由太原海子边迁阳泉火车站附近（今城区下站保晋巷）。1917年首次出口煤炭1007吨，每吨售价4.5海关两。1917年11月至1919年投资70万银元，在阳泉的桃河北岸建设保晋铁厂，设备自日本进口；可制造小型机器、纺织机等。1919年从日本大阪三洋炼铁厂购回58立方米高炉一套。1920年楊仁顯为总稽核。1923年常旭春任第四任总理。1926年8月1日保晋铁厂高炉投产，日产生铁15吨，兴盛时铁厂职工2700人。经营业务除开采煤铁外，还兼开采花岗岩、石英石、云母、滑石、铅、金、银、铜、硫磺、矾石、砂石、石膏以及冶铁、制陶、机械制造等。据《保晋公司报告书》“收支盈亏”部分介绍，从公司1907年筹办至1930年的24年中，除1916年至1924年这8年有盈余外，其他16年均年年亏损，盈亏相抵后，尚亏洋24800元。
1929年世界经济大萧条后，进口煤炭倾销中国市场，保晋煤炭只能在正太路沿线自产自销。1934年销售27.8万吨。“七七事变”后，公司停业，矿厂被日伪没收。